# 益山弥勒寺址サービスエリア
益山弥勒寺址サービスエリア（イクサンミルクサジサービスエリア）は全北特別自治道益山市にある湖南高速道路上のサービスエリアである。

## 道路
- 湖南高速道路

## 施設

### 天安方向
- ガソリンスタンド
- 駐車場

### 順天方向
- 生活雑貨
- 胡桃菓子
- うどん専門店
- 食堂
- スナック

ガソリンスタンド
- LGカルテックス製油
- 駐車場

## 隣
(28) 益山IC - 益山弥勒寺址SA - (29) 論山JCT